# Nalibocki Rezerwat Krajobrazowy
Nalibocki Rezerwat Krajobrazowy (biał. Ландшафтны заказнік «Налібацкі»; ros. Республиканский ландшафтный заказник «Налибокский») – rezerwat przyrody o znaczeniu republikańskim położony na Białorusi, chroniący największy kompleks leśno-bagienny Białorusi – Puszczę Nalibocką.
Dyrekcja rezerwatu mieści się w Wołożynie oraz w Honczarach.

## Położenie
Rezerwat położony jest na Równinie Nadniemeńskiej, na styku wysoczyzn Mińskiej, Nowogródzkiej i Lidzkiej oraz Równiny Stołpeckiej. Administracyjnie leży w rejonach iwiejskim i nowogródzkim obwodu grodzieńskiego oraz w rejonach stołpeckim i wołożyńskim obwodu mińskiego.

## Historia
W okresie międzywojennym, gdy Puszcza Nalibocka należała do Polski, powstały na jej terenie dwa niewielkie rezerwaty: wokół jeziora Kromań i rezerwat Wiałowski w pobliżu Iwieńca.
Okupant sowiecki zlikwidował rezerwat wokół Kromania w 1939. Rezerwat Wiałowski uległ likwidacji w 1951. W 1960 powstał Nalibocki Państwowy Rezerwat Myśliwski, jeden z dwóch pierwszych rezerwatów tego typu na Białorusi. Nie był to obszar ochrony przyrody, jednak jego służby m.in. zwalczały kłusownictwo. W maju 2005 w jego miejsce powstał Nalibocki Rezerwat Krajobrazowy.

## Geomorfologia, geologia i gleby
Obszar rezerwatu ukształtował się podczas zlodowaceń plejstoceńskich. Jest nachylony w kierunku doliny Niemna. Powierzchnia lekko falista, z niewielkimi wzniesieniami (wydmy, moreny i inne), rozcięta licznymi dolinami rzecznymi.
Geologię determinuje istnienie na jego obszarze w plejstocenie jezior przylodowcowych. Do głębokości 100–200 m zalegają plejstoceńskie utwory poglacjalne. Na powierzchni dominują piaski i pyły pochodzenia jeziorno-rzecznego.
Występują tu głównie zbielicowane gleby darniowe, rzadziej gleby darniowo-bielicowe, torfowo–bagienne i bagienne. Występują tu też torfowiska niskie. Nieurodzajność gleb przyczyniła się do zachowania puszczy.

## Hydrologia
Rezerwat położony jest w zlewisku Niemna. Pokrywa go gęsta sieć rzeczna - płyną tu m.in. Isłocz, Wołka, Berezyna, Izledź i Usa. W granicach rezerwatu znajduje się krasowe jezioro Kromań.
W latach 1969–1977 przeprowadzono tu zakrojone na szeroką skalę prace osuszania gruntów. Całkowita długość sieci melioracyjnej wyniosła 993 km. W dużej mierze nie spełniły one w pełni swojego celu. Ponadto obecnie ok. 90% sieci melioracyjnej jest w złym stanie technicznym. Częściowo jest ona zasiedlona przez bobry. Z tych powodów część odwodnionych terenów została ponownie zalana przez wodę.

## Biotopy
89,9% powierzchni rezerwatu zajmują lasy i lasy bagienne, 10% grunty rolne i 0,1% tereny zurbanizowane. Bagna występują w zachodniej i środkowej części, natomiast w jej wschodniej części jest ich wyraźnie mniej.
Wyróżnia się pięć typów lasów: 
- bory sosnowe wrzosowo-mszyste z niewielkimi płatami lasów sosnowych
- lasy sosnowe z mchami i borówką czernicą z niewielkimi płatami świerczyn i brzezin
- brzeziny i olsy turzycowo-paprociowe zmeliorowane
- osuszone lasy olchowe
- świerczyny[4].

## Fauna i flora

### Fauna
Nalibocki Rezerwat Krajobrazowy zamieszkuje 295 gatunków zwierząt, w tym 52 gatunki wpisane do Czerwonej Księgi Białorusi (28 gatunków ptaków, 15 owadów, 5 ssaków, 2 ryb, 1 płazów oraz 1 gadów). Od 1994 trwa tu udana introdukcja żubra europejskiego – populacja licząca początkowo 15 osobników, osiągnęła w 2010 stabilną liczbę ok. 90 sztuk. Istnieje tu szkółka praktycznie wymarłego zachodnioeuropejskiego podgatunku cietrzewia, którego populacje próbuje się odtworzyć.
Do gatunków ptaków występujących na terenie rezerwatu zaliczają się: bączek, bocian czarny, nurogęś, kania czarna, orlik krzykliwy, orlik grubodzioby, gadożer, błotniak zbożowy, bielik, orzełek włochaty, pustułka, kobuz, derkacz, żuraw, rycyk, kulik wielki, kwokacz, mewa siwa, puchacz, sóweczka, pójdźka, puszczyk uralski, puszczyk mszarny, zimorodek, kraska, dzięcioł zielony, dzięcioł białogrzbiety, dzięcioł trójpalczasty, cietrzew, brodziec piskliwy, głuszec, jarząbek i wężojad czubaty.
Z owadów występują: szklarnik leśny, biegacz szykowny, biegacz skórzasty, biegacz bagienny, biegacz fioletowy, ponurek Schneidera, niepylak mnemozyna, szlaczkoń torfowiec, boloria thore, przeplatka aurinia, przeplatka maturna, osadnik wielkooki, mszarnik jutta, czerwończyk fioletek i niedźwiedziówka krasa.
Inne zwierzęta reprezentują: z ssaków: popielica szara, borsuk europejski, ryś euroazjatycki, niedźwiedź brunatny, żubr europejski, dzik euroazjatycki, jeleń szlachetny, łoś euroazjatycki, sarna europejska, wilk szary, wydra europejska, bóbr europejski i wiewiórka pospolita; ze skorupiaków rak szlachetny; z płazów traszka grzebieniasta; z gadów gniewosz plamisty; z ryb pstrąg potokowy, lipień pospolity, szczupak pospolity, okoń pospolity, leszcz, płoć, krąp, lin i jazgarz.

### Flora
Na terenie rezerwatu rośnie 917 gatunków roślin naczyniowych. 30 gatunków roślin naczyniowych i 2 gatunków mszaków wpisanych jest do Czerwonej Księgi Białorusi.
Rośliny reprezentują m.in. miechera pierzasta, manna litewska, groszek wschodniokarpacki, kruszczyk rdzawoczerwony, zawilec wielkokwiatowy, pełnik europejski, miesiącznica trwała, dąbrówka piramidalna, lilia złotogłów, kosaciec syberyjski, mieczyk dachówkowaty, arnika górska, wroniec widlasty, wyżpin jagodowy, wierzba borówkolistna, dzwonek szerokolistny, starzec nadrzeczny, czosnek niedźwiedzi, kostrzewa leśna, turzyca delikatna, kukułka szerokolistna, gnieźnik jajowaty, gnieźnik sercowaty, widłaczek torfowy, podejźrzon marunowy, szczwoligorz tatarski, dziurawiec kosmaty, goryczuszka gorzkawa, potocznik wąskolistny, bagno zwyczajne, borówka czarna, szczawik zajęczy i orlica pospolita.
Gatunkami drzew lasotwórczych lasów rezerwatu są: sosna, świerk, brzoza i olsza czarna. Jako domieszki występują klon, lipa, jesion, grab i dąb.
Jezioro Kromań zarośnięte jest przez następujące gatunki: trzcina pospolita, oczeret jeziorny, pałka wąskolistna, pałka szerokolistna, manna mielec, żabieniec babka wodna, skrzyp bagienny, grążel żółty, grzybień biały, rdest ziemnowodny, strzałka wodna, rzęsa, rdestnica połyskująca i rdestnica przeszyta. 

### Mykobiota
Występują tu 2 gatunki porostów wpisanych do Czerwonej Księgi Białorusi (chrobotek rosochaty i chrobotek wysmukły).

## Turystyka i działalność człowieka
Najpopularniejszym wśród turystów miejscem rezerwatu jest jezioro Kromań, gdzie w ostatnich latach nastąpił intensywny rozwój turystyki. Przez terytorium rezerwatu wytyczono kilka szlaków pieszych i rowerowych. Organizowane są wycieczki quadami oraz spływy kajakowe po Isłoczy.
27,1 tys. ha (31,2% ogólnej powierzchni rezerwatu) zajmuje strefa ekonomiczna, w której dozwolone są polowania. Podczas zakładania rezerwatu Ministerstwo Zasobów Naturalnych i Ochrony Środowiska planowało wprowadzenia całkowitego zakazu polowań na jego obszarze, jednak po protestach leśników i naukowców, zezwolono na polowania w celu regulacji pogłowia zwierząt. Prowadzi się również ograniczony wyrąb lasu.
Na terenie rezerwatu znajduje się dawny majątek ziemski Dzierżynowo, obecnie będący muzeum Feliksa Dzierżyńskiego.